# دروپنیر

بازوبند دروپنیر

دروپنیر (به زبان نروژی باستان: Draupnir) در اساطیر اسکاندیناوی، حلقه یا بازوبند طلایی اودین بود که در طول نه روز، هشت بازوبند جدید همانند خود می‌سازد، و به اودین اجازه می‌داد تا سلطنت و جایگاه خود را در نه جهان اساطیر نورس مستحکم کند. دروپنیر توسط دو برادر دورف به نام‌های براک و ایتری (یا سیندری) ساخته شده‌است. براک و سیندری این بازوبند را به عنوان یکی از سه هدیه در کنار پتک میولنیر و گراز طلایی گولین‌بورستی ساخته بودند. اودین بازوبند را در مراسم تشییع جنازهٔ بالدر به عنوان پیشکش برای ایزدبانوی عالم مردگان هل، بر روی کشتی که برای سوزاندن جسد بود گذاشت. حلقه بعدها توسط هرمور بازگردانده شد و بوسیلهٔ قاصد فریر، اسکرنر به عنوان هدیه ازدواج به گرد داده شد.